# Свашенко, Пётр Андреевич
Пётр Андреевич Свашенко (лит. псевдоним — Пётр Лесной; 22 июня 1891, с. Дергачи Харьковской губернии — 27 сентября 1937, Белбалтлаг, Карельская АССР) — украинский советский журналист, прозаик и публицист.

## Биография
Петр Андреевич Свашенко родился 22 июня 1891 в с. Деркачи (с 1943 года — Дергачи) на Харьковщине, в многодетной семье. Братья и сёстры — Павел Свашенко, главный редактор «Укрсельхозвидав», тоже репрессированный, киноактёр Семён Свашенко, игравший А. Довженко в «Арсенале», «Звенигоре» и «Земле», Владимир Свашенко, Оксана Свашенко- Нестеренко, Фёкла Свашенко-Кулачко, Нина Свашенко-Таран, Татьяна Свашенко.
Начальное образование получил в Земской школе. Затем учился в Уманском сельскохозяйственном училище, одновременно работая чернорабочим на консервной фабрике.
Далее последовала Первая мировая война, где он участвовал как рядовой сапёр революционно настроенной 7-й армии Юго-Западного фронта. Там, на Тернопольщине, втянулся в революционную агитацию, пробовал силы в журналистике, отдал свои симпатии украинскому сообществу, создавшемуся в действующей армии.
Октябрьские события 1917 года вернули Свашенко в родные края. Продолжил революционную деятельность среди земляков. Несколько раз его подвергали аресту разные режимы. Немецко-кайзеровские кафиры приговорили его к казни, но ему удалось скрыться из-под стражи. В 1919 году поступил во ВКП(б).
Работал в редакции уездной газеты на Правобережье, редактировал фронтовую газету, был назначен на должность председателя Черниговского окружного земельного отдела, на секретаря Нежинского райисполкома. Одновременно исполнял обязанности собственного корреспондента газеты «Крестьянская правда» и «Известия ВУЦИК» на Черниговщине. Являлся членом «Плуга».
С 1924 года журналистика стала основным трудом Лесного. Более 10 лет работал в газете «Известия ВУЦИК» (с 1929 года — заместителем редактора), входил в состав редакционной коллегии журналов «Красная пресса», «Вселенная», печатал статьи, очерки, фельетоны, памфлеты во всех республиканских и большинстве губернских газет и журналов Он был одним из популярнейших журналистов 1920-х годов в Украине.

## Арест
Весной 1935 года органы НКВД заподозрили Лесного-Свашенко П. А. в том, что он «ведёт подрывную работу в составе подпольной националистической организации в целях отрыва Украины от СССР». Его арестовали 25 апреля.
Специальная коллегия Киевского областного суда 27 августа 1935 года осудила Лесового-Свашенко П. А. на 5 лет заключения в исправительно-трудовом лагере с последующим поражением в правах на 3 года. В этот же день писателя отправили в Белбалтлаг. Материалов, подтверждающих дальнейшую судьбу П. Лесного, разыскать не удалось.
Заключение отбывал в Беломорско-Балтийских лагерях (Карельская АССР), где 20 сентября 1937 года приговорён к расстрелу. Расстрелян 27 сентября 1937 года. Как водится, существовала «официальная» справка о смерти 17 января 1943 года. Именно эта дата представлена в Украинской советской энциклопедии. На тему даты смерти ведутся споры.
По протесту Прокурора УССР по этому делу проведена дополнительная проверка, в ходе которой установлено, что действия писателя не были преступными и его осудили безосновательно. Писатели Андрей Головко, Алексей Полторацкий охарактеризовали его как «политически зрелого человека, всегда выступавшего принципиально, без политических ляпсусов. Каких-либо антисоветских высказываний с его стороны не было».
Рассмотрев материалы проверки, судебная Коллегия по уголовным делам Верховного Суда РСФСР 17 октября 1956 года приговор в отношении Лесного-Свашенко П. А. отменила и дело прекратила из-за отсутствия состава преступления.

## Творчество
Являлся членом «Плуга», затем — СП СССР.
Автор сборников рассказов и очерков «В тумане», «Деревенское» (1924), «Дычина», «В революцию» (1925), «Днепрострой» (1927), «Детри села», «Кубань», «Украинская Ниагара» (1928), «Правда» (1929), «С дороги», «Чудотворцы», «С карандашом по Украине» (1930), «Демонстрация» (1931), «Мировой рекорд» (1933), повестей и романов «Николай Ярош» (1927), «Наши Слободаны», «Записки Юрия Дибровы» (1930), «Брызги крови» (1931), «За Збручем», «Красная ракета» (1932), «Гарри Смит, или Янки в украинских прериях», «Вишневые потоки» (1933).